# Schanzanlagen bei Farchant
Die Schanzanlagen bei Farchant bestehen aus zwei Schanzen zwischen Farchant und Oberau im Landkreis Garmisch-Partenkirchen in Oberbayern. Die in den Jahren von 1646 bis 1648 von der Grafschaft Werdenfels errichtete „Schwedenschanze“ sollte die aus Norden anstürmenden Schweden davon abhalten, das Werdenfelser Land zu brandschatzen, während die in den Jahren 1702/1703 vom Herzogtum Bayern errichtete „Neue Schanz“ verhindern sollte, dass von Süden aufrückende Kaiserliche Truppen kurbayerisches Territorium besetzten. Die Schanzen sind auf Basis des Denkmalschutzgesetzes vom 1. Oktober 1973 Bodendenkmäler. Die Schwedenschanze besitzt die Denkmalnummer D-1-8432-0009 und die Neue Schanz die Denkmalnummer D-1-8432-0008.

## Geografie

Die Lage der Schanzanlagen zwischen Farchant und Oberau.

Die Schanzanlagen befinden sich an der ehemaligen Grenze der zum Hochstift Freising gehörenden Grafschaft Werdenfels und dem Kurfürstentum Bayern zwischen Farchant und Oberau. Im 17. und 18. Jahrhundert befand sich nördlich von Farchant noch das Sumpfgebiet Farchanter Moos, das den ganzen Talboden ausfüllte. Durchschnitten wurde dieses Sumpfgebiet nur durch den Fluss Loisach und die Landstraße, die aus dem Werdenfelser in das bayerische Territorium führte. Als Grenzübergang diente das Steinerne Brückl, eine Anfang des 16. Jahrhunderts gebaute Bogenbrücke aus Stein über den etwa fünf Meter breiten Ronetsbach. Die Brücke wurde im Herbst 1935 abgerissen, um für einen Neubau Platz zu machen.  Die ältere Schwedenschanze verläuft etwa 300 m nördlich des sogenannten Steinernen Brückls von der Bundesstraße 2 nach Osten bis zu den Auwäldern der Loisach. Sie ist etwa 500 m lang. Die jüngere Neue Schanz verläuft etwa 200 m westlich der Ronetsbachbrücke vom Berghang des Schafkopf 900 m in nordöstlicher Richtung bis zu dem Punkt, an dem auch die Alte Schanze die Auwälder der Loisach erreicht. Diese Schanze führt auf der östlichen Seite der Loisach noch etwa 450 m weiter bis zum Röhrlenbach und von dort durch den heutigen Golfplatz 250 m nach Osten bis zu den Berghängen des Hohen Fricken.

## Geschichte

### Schwedenschanze
Im Jahre 1632 erreichte der Dreißigjährige Krieg auch das Bayerische Oberland. Um nicht in die Hände der Schweden zu fallen, floh der Freisinger Fürstbischof Veit Adam zuerst in die zum Hochstift Freising gehörenden Grafschaft Werdenfels und dann weiter nach Innichen in Südtirol, das ebenfalls unter Freisinger Herrschaft stand. Der Kanzler des Bischofes, Dr. Plebst, handelte mit den anrückenden Schweden für 30.000 Gulden einen Schutzbrief aus, der die Freisinger Besitztümer schonen sollte. Kurbayern stand jedoch mit den Schweden im Krieg, so dass es für den bayerischen Kurfürsten Maximilian Verrat war. Aus Vergeltung überfiel er am 5. Mai 1632 die Residenzstadt Freising. Der Kommandeur der Truppen forderte noch 5000 Gulden Brandschatzung. Nur einen Tag später quartierte sich der schwedische König Gustav II. Adolf auf dem Freisinger Domberg ein und marschierte am 18. Mai in München ein. Viele Dörfer im Oberland gingen in der folgenden Zeit in Flammen auf, Murnau wurde im Mai 1632 von einer schwedischen Reiterabteilung besetzt und gegen eine Brandschatzung von 300 Gulden nicht abgebrannt. Nach Oberammergau und Eschenlohe plünderten die Schweden im Juni 1632 Ettal. Das Werdenfelser Land blieb jedoch verschont. Der Pfleger der Grafschaft ließ dennoch die Straße am Steinernen Brückl unpassierbar machen, obwohl der Abzug der Schweden bereits absehbar war.
1646 kam der Krieg der Grafschaft Werdenfels wieder bedrohlich nahe, selbst die Tiroler Landesherren forderten, am Steinernen Brückl eine Schanze zu bauen:

„„...mittls aines Durchschnitts von ainem gepürg ans andere durch das Farchanter Moos.. ain allgemein nuziges Defensions-Werkh anzulegen.““

Nach vielen diplomatischen Gesprächen und Schriftwechsel einigten sich letztendlich Tirol, Bayern und Freising im November 1646, am Steinernen Brückl die Schanze zu errichten. Sofort begann auch der Bau, jedoch musste dieser kurze Zeit später wegen des nahenden Winters eingestellt wurden. 1647 verfolgte man das Projekt mit weniger Eifer, da die Kriegsschauplätze sich wieder entfernt hatten, Werdenfels war wieder verschont geblieben. Als es im Frühjahr 1648 erneut bedrohlich wurde, ordneten die Freisinger an, die Schanze schnellstmöglich fertigzustellen. Dies gelang dann auch bis Ende April, und der Werdenfelser Pfleger ließ an der Schanze Schützen als Wachen aufstellen sowie Wasser in die Gräben leiten. Der Dreißigjährige Krieg endete am 24. Oktober 1648 mit dem Westfälischen Frieden, und die Grafschaft Werdenfels musste während des 30 Jahre dauernden Krieg keinen einzigen Angriff der Schweden abwehren.

### Neue Schanz
Die Grafschaft Werdenfels lag im Spanischen Erbfolgekrieg zwischen den Fronten der Habsburger und Wittelsbacher. Der Freisinger Fürstbischof Johann Franz versuchte in dieser Konfrontation Neutralität walten zu lassen, und er wies den Werdenfelser Pfleger an, mit den Tirolern wie auch mit den Kurbayern ein gutes nachbarschaftliches Verhältnis zu pflegen.  Als im Jahre 1702 der Konflikt auch im Loisachtal zu eskalieren drohte, begannen die Bayern mit erneuten Arbeiten an einer Schanze in der Gegend um das Steinerne Brückl, diesmal jedoch um mögliche Angriffe der Österreicher aus dem Süden abwehren zu können. Kurz vor Weihnachten konnte dann der Palisadenwall mit Wassergraben fertiggestellt werden. Dies Schanze zog sich über das ganze Tal, nur unterbrochen durch die Loisach, und war insgesamt etwa 1,6 km lang.
Am 27. August 1703 kam es an der Schanze zur sogenannten Schlacht am Steinernen Brückl. Etwa 11.000 österreichische und Tiroler Truppen hielten das Werdenfelser Land besetzt. Die kurbayerischen Truppen befanden sich auf den Rückzug, und nur 900 Mann hielten die Stellung an der Schanze. Die Bayern hatten gegen die 8.000 Mann starke Übermacht der Kaiserlichen keine Chance, so dass sich nach vier Stunden Gefecht der kurfürstliche Hauptmann Berdo mit seinen Offizieren und 60 Soldaten den Österreichern ergeben musste.